# Afrikai farkas
Az afrikai farkas (Canis anthus) az emlősök (Mammalia) osztályának ragadozók (Carnivora) rendjébe, ezen belül a kutyafélék (Canidae) családjába tartozó faj.
Korábban, azaz 2015-ig az aranysakál (Canis aureus) afrikai állományának vélték; manapság viszont önálló fajnak számít. A mitokondriális DNS szerint, nem az aranysakállal, hanem inkább a szürke farkassal (Canis lupus) és a prérifarkassal (Canis latrans) áll közelebbi rokonságban.

## Előfordulása
Az afrikai farkas előfordulási területe Nyugat- és Észak-Afrika, valamint Közép- és Kelet-Afrikának az északi részei. Legdélibb állományai Tanzániában vannak. Elterjedésének északibb részein gyakoribb.

## Alfajai
- Canis anthus algirensis (Wagner, 1841)
- Canis anthus anthus (F. Cuvier, 1820)
- Canis anthus bea (Heller, 1914)
- egyiptomi farkas (Canis anthus lupaster) (Hemprich & Ehrenberg, 1833) - korábban a szürke farkas alfajának vélték, Canis lupus lupaster név alatt
- Canis anthus riparius (Hemprich & Ehrenberg, 1832)
- Canis anthus soudanicus (Thomas, 1903)

## Megjelenése
A két nem között alig van nemi kétalakúság. A faj átlagos marmagassága 40 centiméter, testtömege 7-15 kilogramm. Pofája és fülei megnyúltak, azaz hosszúkásak. A farka eléggé rövid, csak 20 centiméter hosszú. Bundájának színe a sárgástól az ezüstös szürkéig változik; végtagjai vöröses árnyalatúak; farkán apró, fekete pontok vannak.

## Életmódja
Főleg a sivatagi élethez van hozzászokva, de 1800 méteres tengerszint fölötti magasságban is megfigyelték. Legfőbb tápláléka a gerinctelenek és a gazellaborjúéig terjedő méretű kisemlősök. Néha nagyobb állatokra is vadászik. Étrendjét dögökkel, emberi hulladékkal és gyümölcsökkel egészíti ki.

## Képek

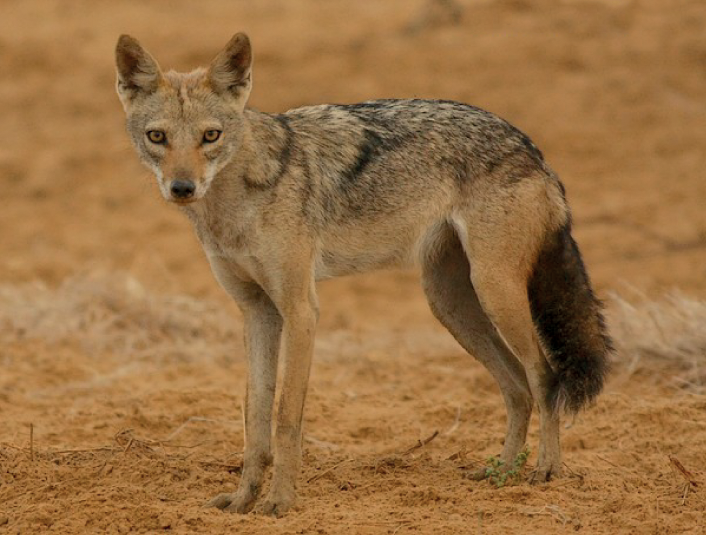
Canis anthus anthus
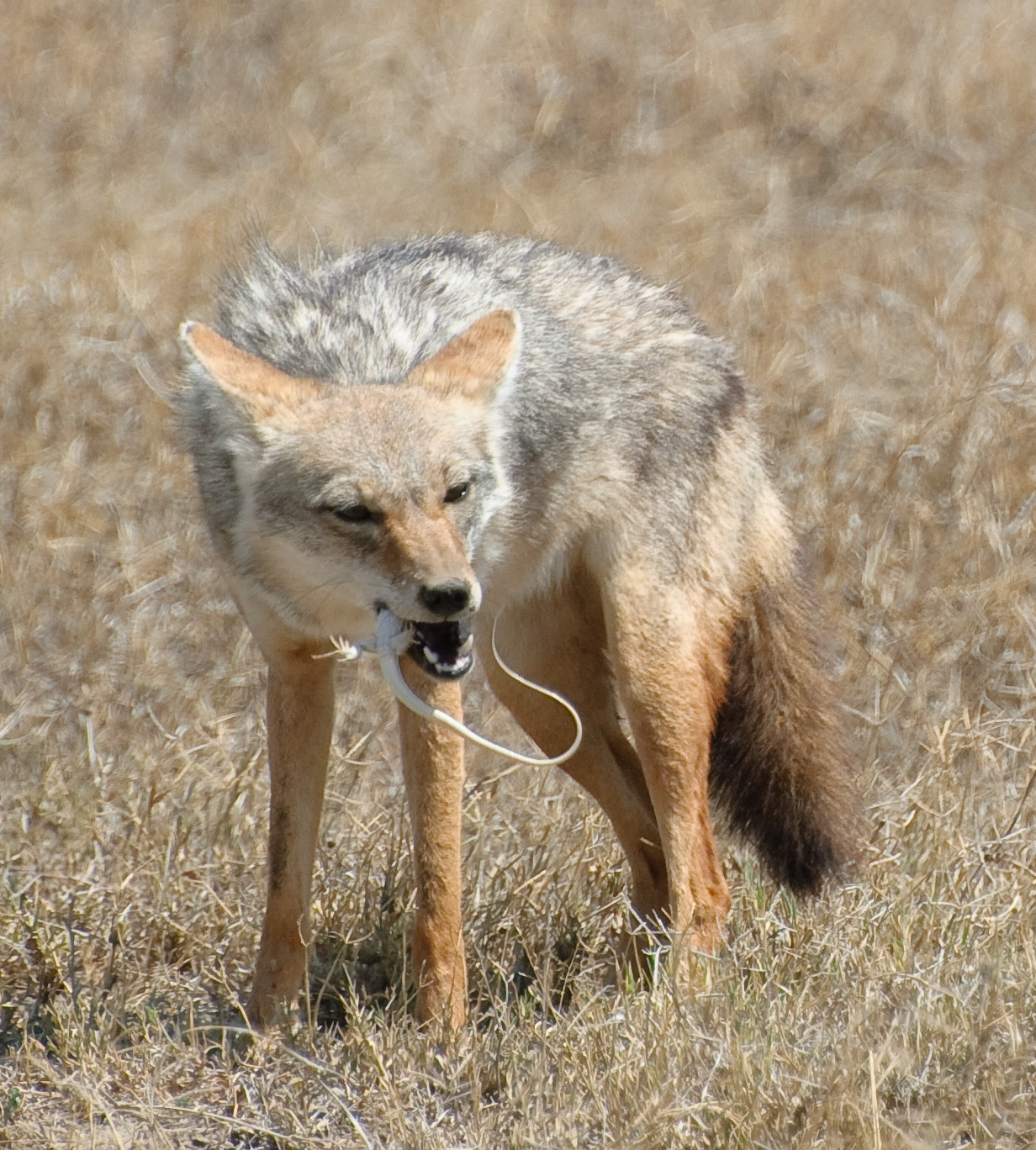
Canis anthus bea
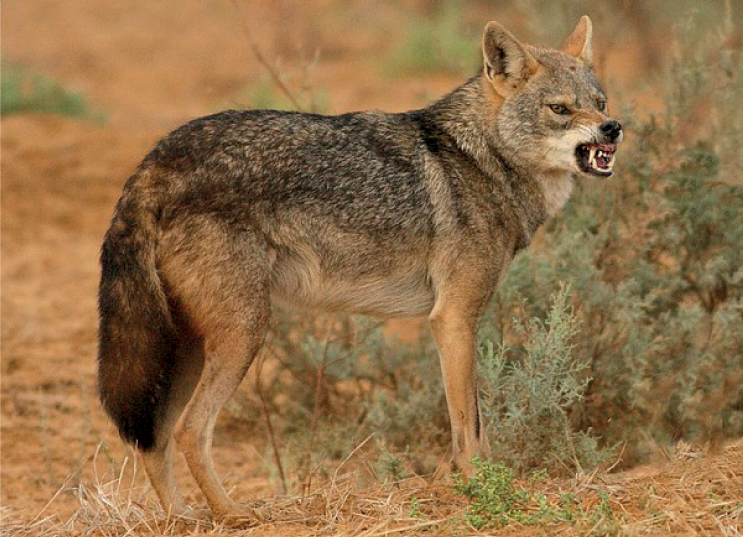
Canis anthus lupaster

## Fordítás
- Ez a szócikk részben vagy egészben  az   African golden wolf című angol Wikipédia-szócikk ezen változatának fordításán alapul.  Az eredeti cikk szerkesztőit annak laptörténete sorolja fel. Ez a jelzés csupán a megfogalmazás eredetét és a szerzői jogokat jelzi, nem szolgál a cikkben szereplő információk forrásmegjelöléseként.